# 岩村 (神奈川県)
岩村（いわむら）は、神奈川県足柄下郡に存在した村。真鶴町北部の大部分を占め、現在の真鶴町岩地区となる。

## 歴史

### 村名の由来
岩石の多い地形より。

### 沿革
- 1889年（明治22年）4月1日 - 町村制の施行により、岩村が真鶴村飛地を加えて単独村制。ただし本村の飛地は真鶴村に編入。真鶴村・福浦村との町村組合が発足し、真鶴村外2ヶ村役場を真鶴村に設置。
- 1927年（昭和2年）10月1日 - 真鶴村の町制施行により、真鶴村外2ヶ村役場が真鶴町外2ヶ村役場となる。
- 1946年（昭和21年）7月27日 - 真鶴町外2ヶ村組合が解散。
- 1956年（昭和31年）9月30日 - 真鶴町と合併し、改めて真鶴町が発足。同日岩村廃止。

## 交通

### 交通
日本国有鉄道（現東日本旅客鉄道）東海道本線が村域を通過している。東海道本線の開通以前は、豆相人車鉄道（のちの熱海鉄道）が1896年 - 1923年にかけて存在し、真鶴町岩地区に「長坂」「大丁場」「岩村」の三駅が設けられていた。関東大震災以降に廃線となり、現在は当時の線路付近が神奈川県道740号小田原湯河原線となり、真鶴町コミュニティバスが運行している。